# هاوارد شور
هاوارد لسلی شور (به انگلیسی: Howard Leslie Shore) (زاده ۱۸ اکتبر ۱۹۴۶) آهنگساز و رهبر ارکستر برجسته کانادایی و برنده جایزه اسکار است. 
شور برای بیش از ۹۰ فیلم موسیقی متن نوشته است و از برجسته‌ترین آهنگسازان معاصر فیلم به شمار می‌آید. وی با دیوید کراننبرگ، مارتین اسکورسیزی، پیتر جکسون، و تیم برتون سابقه همکاری داشته و از آثار او می‌توان به موسیقی سکوت بره‌ها، امتیاز، سه‌گانه ارباب حلقه‌ها، دار و دسته‌های نیویورکی، هوانورد، رفتگان، هوگو و سه‌گانه هابیت اشاره کرد. 
هاوارد شور برنده سه جایزه اسکار، چهار جایزه گرمی و سه جایزه گلدن گلوب است. وی پس از آلن منکن دومین آهنگسازی است که دو جایزه متوالی از انجمن مطبوعات خارجی هالیوود در بخش بهترین موسیقی دریافت کرده است. شور در سال ۲۰۰۸ اُپرایی به نام «پرواز» را با همکاری دیوید کراننبرگ به روی صحنه برده است.

## زندگی و حرفه

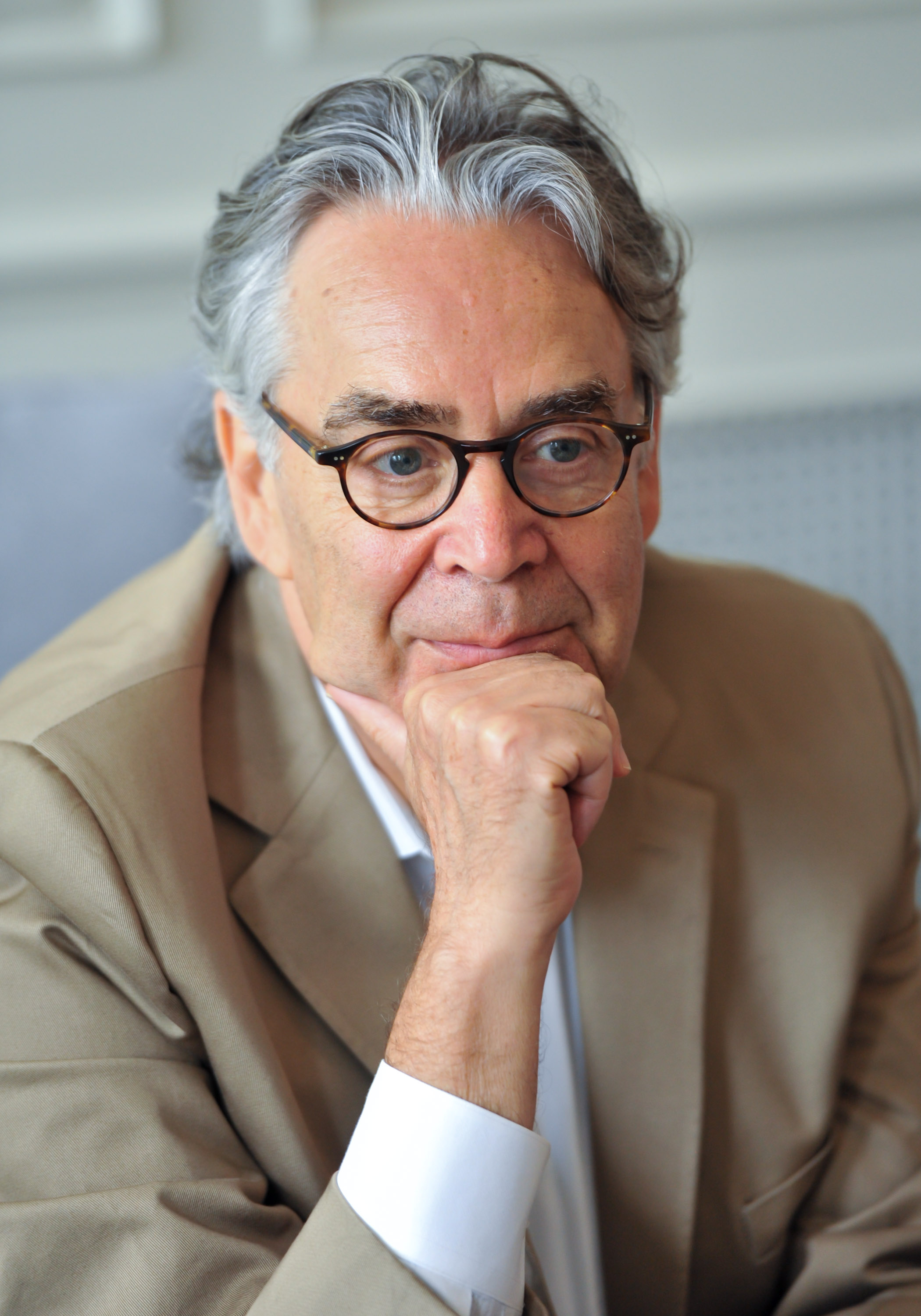
هوارد لسلی شور

«هوارد لسلی شور» در ۱۸ اکتبر ۱۹۴۶ در شهر تورنتو در کانادا به دنیا آمد. تحصیلات خود را در کالج موسیقی برکلی در بوستون پی گرفت و از سال ۱۹۶۹ تا ۱۹۷۲ با گروه «لایت هوس» همکاری کرد. وی به مدت پنج سال برای موسیقی برنامهٔ تلویزیونی «نمایش زندهٔ شنبه شب ها» فعالیت داشت و تجربیات فراوانی کسب کرد. اولین تجربهٔ جدی آهنگسازی او برای سینما بر می‌گردد به همکاری با دیوید کراننبرگ برای موسیقی فیلم «دسته» که در سال ۱۹۷۹ ساخته شد. شور دربارهٔ نخستین تجربیاتش می‌گوید: «در اولین فیلمی که موسیقی‌اش را ساختم از تمام تکنیک‌هایم استفاده کردم. مطالعه می‌کردم و همه چیز را خود تجزیه و تحلیل می‌کردم. مثل کسی بودم که با وجود این که چیز زیادی در مورد موتورسیکلت نمی‌داند می‌خواهد یک موتورسیکلت را سوار کند. قطعاتی را انتخاب می‌کردم تا این که ایده‌ای به ذهنم می‌رسید و کار را شروع می‌کردم. بالاخره روشی را پیدا کردم و سال‌هاست که از تکنیک مشابهی استفاده می‌کنم. برای اولین فیلم‌هایی که موسیقی نوشتم فقط از یک ماشین حساب استفاده می‌کردم، آن هم برای حساب کردن زمان». 
آشنایی با «کراننبرگ» برای او  تجربهٔ خوبی بوده است. همکاری این دو تنها به فیلم «دسته» محدود نشد، بلکه شور پس از آشنایی با کراننبرگ تقریباً برای تمام فیلم‌های او جز فیلم «منطقهٔ مرده» موسیقی نوشت. او دربارهٔ ارتباطش با کراننبرگ می‌گوید: «آهنگسازی  برای فیلم به آهنگساز این فرصت را می‌دهد که به‌طور تجربی موسیقی بسازد. به خود می‌گفتم چه کسی حاضر است موسیقی مرا اجرا کند؟ پولی در بساط نداشتم تا کسی را استخدام کنم و هیچ استودیویی هم حاضر به همکاری با من نبود. هیچ ارگانی به من توجه نداشت چون از طرف هیچ آکادمی‌ای معرفی نشده بودم. بخاطر همین موضوع کراننبرگ گزینهٔ خوبی بود، چون نه من تا به حال با کارگردانی کار کرده بودم و نه او با هیچ آهنگسازی. از استودیو هم خبری نبود. کسی هم نبود که به ما بگوید چه کار کنیم و چه کار نکنیم. کاملاً یک کار تجربی را شروع کردیم». 
شور سلیقه انعطاف‌ پذیری دارد. زیاد سخت نمی‌گیرد و ترجیح می‌دهد همه نوع موسیقی را تجربه کند. از موسیقی ترسناک فیلم‌های کراننبرگ گرفته تا ریتم‌های افسانه‌ای موسیقی ارباب حلقه ها. شور از علاقه‌اش نسبت به موسیقی دیگر آهنگسازان گفته است: «از «تورو تاکه‌میتسو» خوشم می‌آید و عاشق استفاده کردنش از سکوت‌ها هستم. همینطور از آثار «انیو موریکونه» و «نینو روتا». موسیقی آن‌ها مینی مالیسم فوق‌العاده‌ای دارد. «پدرخوانده» اثر روتا کار خوبی بود. «ژرژ دلرو» هم موسیقی قابل توجه‌ای دارد». 
هاوارد شور تا به حال موفق به دریافت سه جایزه اسکار و چهار جایزه گرمی شده است. او برای فیلم‌های کارگردانان برجسته‌ای همچون مارتین اسکورسیزی، تیم برتون، دیوید فینچر، جاناتان دمی، پنی مارشال و دیوید کراننبرگ موسیقی نوشته است. موسیقی فیلم‌های پس از ساعات اداری، هوانورد، هفت و اد وود از آثار اوست و موسیقی به یاد ماندنی فیلم‌های فیلادلفیا و سکوت بره‌ها نیز از آثار موفقش به حساب می‌آید.

## موسیقی فیلم
- فرزندان (۱۹۷۹)
- اسکنرها (۱۹۸۱)
- ویدئودروم (۱۹۸۳)
- پس از ساعات اداری (۱۹۸۵)
- مگس (۱۹۸۶)
- نادین (۱۹۸۷)
- بزرگ (۱۹۸۸)
- شباهت کامل (۱۹۸۸)
- مردی بی‌گناه (۱۹۸۹)
- بدنام محلی (۱۹۹۰)
- سکوت بره‌ها (۱۹۹۱)
- ناهار عریان (۱۹۹۱)
- گناهکار به اندازه گناه (۱۹۹۳)
- ام. باترفلای (۱۹۹۳)
- خانم داوت‌فایر (۱۹۹۳)
- فیلادلفیا (۱۹۹۳)
- موکل (۱۹۹۴)
- اد وود (۱۹۹۴)
- هیچ‌کس احمق نیست (۱۹۹۴)
- هفت (۱۹۹۵)
- قبل و بعد (۱۹۹۶)
- تصادف (۱۹۹۶)
- در جستجوی ریچارد (۱۹۹۶)
- آن کاری که می‌کنی! (۱۹۹۶)
- رقص برهنه (۱۹۹۶)
- خون‌بها (۱۹۹۶)
- بازی (۱۹۹۷)
- سرزمین پلیس (۱۹۹۷)
- او بازی را برد (۱۹۹۸)
- گلوریا (۱۹۹۹)
- اگزیستنز (۱۹۹۹)
- تحلیلش کنید (۱۹۹۹)
- جزم‌اندیشی (۱۹۹۹)
- وفادارانه (۲۰۰۰)
- سلول (۲۰۰۰)
- محوطه (۲۰۰۰)
- امتیاز (۲۰۰۱)
- ارباب حلقه‌ها: یاران حلقه (۲۰۰۱)
- دارودسته‌های نیویورکی (۲۰۰۲)
- اتاق پناهگاه (۲۰۰۲)
- عنکبوت (۲۰۰۲)
- ارباب حلقه‌ها: دو برج (۲۰۰۲)
- ارباب حلقه‌ها: بازگشت پادشاه (۲۰۰۳)
- هوانورد (۲۰۰۴)
- سابقه خشونت (۲۰۰۵)
- رفتگان (۲۰۰۶)
- آخرین میمزی (۲۰۰۷)
- قول‌های شرقی (۲۰۰۷)
- تردید (۲۰۰۸)
- گرگ‌ومیش: خسوف (۲۰۱۰)
- لبه تاریکی (۲۰۱۰)
- یک روش خطرناک (۲۰۱۱)
- هوگو (۲۰۱۱)
- کازموپلیس (۲۰۱۲)
- هابیت: یک سفر غیرمنتظره (۲۰۱۲)
- هابیت: برهوت اسماگ (۲۰۱۳)
- نقشه‌های ستاره‌های سینما (۲۰۱۴)
- گلاب (۲۰۱۴)
- هابیت: نبرد پنج سپاه (۲۰۱۴)
- اسپات‌لایت (۲۰۱۵)
- تم اصلی ارباب حلقه‌ها: حلقه‌های قدرت (۲۰۲۲)

## جوایز
| سال  | جایزه           | رشته                                    | عنوان                                                | نتیجه    |
| ---- | --------------- | --------------------------------------- | ---------------------------------------------------- | -------- |
| ۲۰۰۲ | جوایز اسکار     | جایزه اسکار بهترین موسیقی متن           | ارباب حلقه ها: یاران حلقه                            | برنده    |
| ۲۰۰۴ | جوایز اسکار     | جایزه اسکار بهترین موسیقی متن           | ارباب حلقه ها: بازگشت پادشاه                         | برنده    |
| ۲۰۱۲ | جوایز اسکار     | جایزه اسکار بهترین موسیقی متن           | هوگو                                                 | نامزدشده |
| ۲۰۰۴ | جوایز اسکار     | جایزه اسکار بهترین ترانه                | به سوی غرب (ترانه‌ای از ارباب حلقه ها: بازگشت پادشاه) | برنده    |
| ۲۰۰۲ | جوایز گلدن گلوب | جایزه گلدن گلوب بهترین موسیقی           | ارباب حلقه ها: یاران حلقه                            | نامزدشده |
| ۲۰۰۴ | جوایز گلدن گلوب | جایزه گلدن گلوب بهترین موسیقی           | ارباب حلقه ها: بازگشت پادشاه                         | برنده    |
| ۲۰۰۵ | جوایز گلدن گلوب | جایزه گلدن گلوب بهترین موسیقی           | هوانورد                                              | برنده    |
| ۲۰۰۷ | جوایز گلدن گلوب | جایزه گلدن گلوب بهترین موسیقی           | قول های شرقی                                         | نامزدشده |
| ۲۰۱۲ | جوایز گلدن گلوب | جایزه گلدن گلوب بهترین موسیقی           | هوگو                                                 | نامزدشده |
| ۲۰۰۴ | جوایز گلدن گلوب | جایزه گلدن گلوب بهترین ترانه غیراقتباسی | به سوی غرب (ترانه‌ای از ارباب حلقه ها: بازگشت پادشاه) | برنده    |